# Grupa Boss
Grupa Boss je hrvatski glazbeni sastav iz Splita.

## Povijest
Osnovali su ga 2009. godine Marin Katić, Stjepan Mandaca, Mladen Kalebić i Davor Delić. Na samom početku glavni je vokal bio Stjepan Mandac uz sviranje gitare. Debitiraju na Splitskom festivalu 2011. godine s pjesmom Dalmatinska pisma i plasiraju se u završnu večer. Sljedeće godine vraćaju se na Splitski festival s pjesmom Ako ti je pija ćaća. Nakon brojnih koncerata i dvaju singlova, U pola dva i Da ne volim te ja započeli  su suradnju s Rajkom Dujmićem. Godine 2014. iz suradnje snimili su skladbu i spot, a pod etiketom HIT Recorpozornicu. Miroslav D. Rus inicirao je suradnju grupe i Rajka. Skladbu Jedna je mala je skladao Rajko Dujmić. Nakon toga grupa se okreće vlastitom radu te snima nekoliko pjesama: Da ne volim te ja, Krevet je za troje i Sretan rođendan koja je snimljena sa Žerom iz Crvene jabuke. Od ostalog rada možemo izdvojiti Live Acustic story nastao početkom 2019. godine koji se sastojao od 11 pjesama koje je sastav doradio u svom stilu te snimio u malo manje nabrijanom obliku u vidu polu acoustic priče s nekoliko prijatelja, gostiju. 

## Diskografija
- Antonija - 2010.
- Dalmatinska pisma - 2011. (Splitski festival 2011.)
- Ako ti je pija ćaća - 2012. (Splitski festival 2012.)
- U pola dva - 2013.
- Da ne volim te ja - 2014.
- Jedna je mala - 2014.
- Djeca ljubavi - 2014.
- Ova san nek prestane - 2017.
- Krevet je za troje - 2017.
- Sretan rođendan - 2019.
- Da je dao Bog - 2022.

## Vanjske poveznice
- Facebook
- YouTube
- Kanal HIT Recordsa na YouTubeu: Grupa BOSS - Jedna je mala (OFFICIAL MUSIC VIDEO)